# Coburg

Coburg – miasto na prawach powiatu w Niemczech, w kraju związkowym Bawaria, w rejencji Górna Frankonia, w regionie Oberfranken-West. Siedziba powiatu Coburg, chociaż do niego nie należy. Liczy 40 915 mieszkańców (2010).
Najbliżej położone duże miasta to: Norymberga (ok. 70 km na południe), Lipsk (ok. 150 km na północny wschód) i Frankfurt nad Menem (ok. 200 km na zachód). Coburg znajduje się w pobliżu granicy Bawarii z krajem związkowym Turyngia.
W mieście znajduje się stacja kolejowa Coburg.

## Historia
Herb Coburga ustanowiony został w 1493 r. na cześć św. Maurycego – patrona miasta.
Do 1918 r. był we władaniu ernestyńskiej linii rodu Wettynów. W latach 1596–1633 Coburg był stolicą Księstwa Saksonii-Coburg, następnie leżał w granicach Księstwa Saksonii-Eisenach i Księstwa Saksonii-Gotha. Od 1680 ponownie stolica Księstwa Saksonii-Coburg. Od 1764 r. stolica Księstwa Saksonii-Coburg-Saalfeld. W latach 1826–1918 jedna z dwóch stolic (obok Gothy) Księstwa Saksonia-Coburg-Gotha, które od 1871 było częścią zjednoczonych Niemiec. W Koburgu znajdowała się rezydencja wygnanego cara Bułgarii, Ferdynanda I (do jego śmierci w 1948), jak również ostatniego panującego księcia Saksonii-Coburg-Gothy, Karola Edwarda (do 1951). Po utworzeniu w 1920 r. kraju związkowego Turyngia, mieszkańcy Coburga opowiedzieli się za przynależnością do Bawarii. W efekcie w 1945 r. miasto znalazło się w amerykańskiej strefie okupacyjnej Niemiec i w przeciwieństwie do innych turyńskich miast uniknęło przyłączenia do NRD w 1949 r. Od 1949 r. leży w granicach Republiki Federalnej Niemiec.

## Zabytki
- zamek Veste (XIV–XVI w.), jeden z największych zamków w Niemczech
- pałac Ehrenburg
- kościół św. Maurycego (St. Moriz) z XV–XVI w.
- ratusz i kamienice
- zbrojownia
- pozostałości murów miejskich

## Gospodarka
W mieście rozwinął się przemysł maszynowy, elektrotechniczny, metalowy, ceramiczny, drzewny oraz odzieżowy.

## Sport
- HSC 2000 Coburg – klub piłki ręcznej mężczyzn.

## Polacy w Coburgu
W 1895 r. w Coburgu zmarł polski fabrykant Juliusz Heinzel. W 1945 r. kapelanem w obozie osób deportowanych w Coburgu był ks. Witold Kiedrowski. 6 sierpnia 1945 w koszarach w Coburgu została rozbrojona Brygada Świętokrzyska Narodowych Sił Zbrojnych. W październiku 1945 w Coburgu urodził się polski pisarz Józef Łoziński.

## Współpraca
Miejscowości partnerskie:
- Cobourg, Kanada
- Gais, Włochy
- Garden City, Stany Zjednoczone
- Niort, Francja
- Oudenaarde, Belgia
- Wight, Wielka Brytania

## Galeria

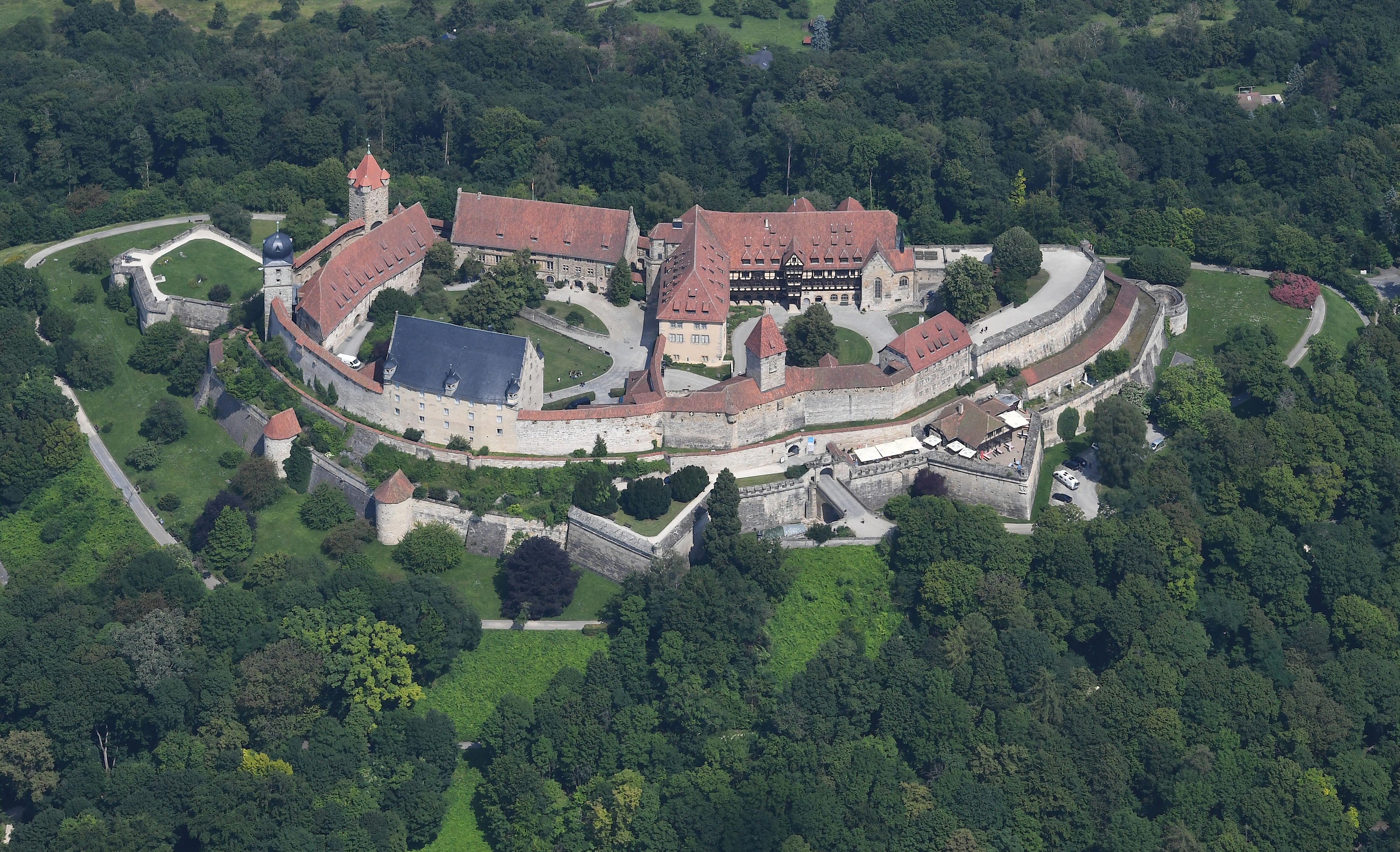
Zamek Veste, zdjęcie lotnicze
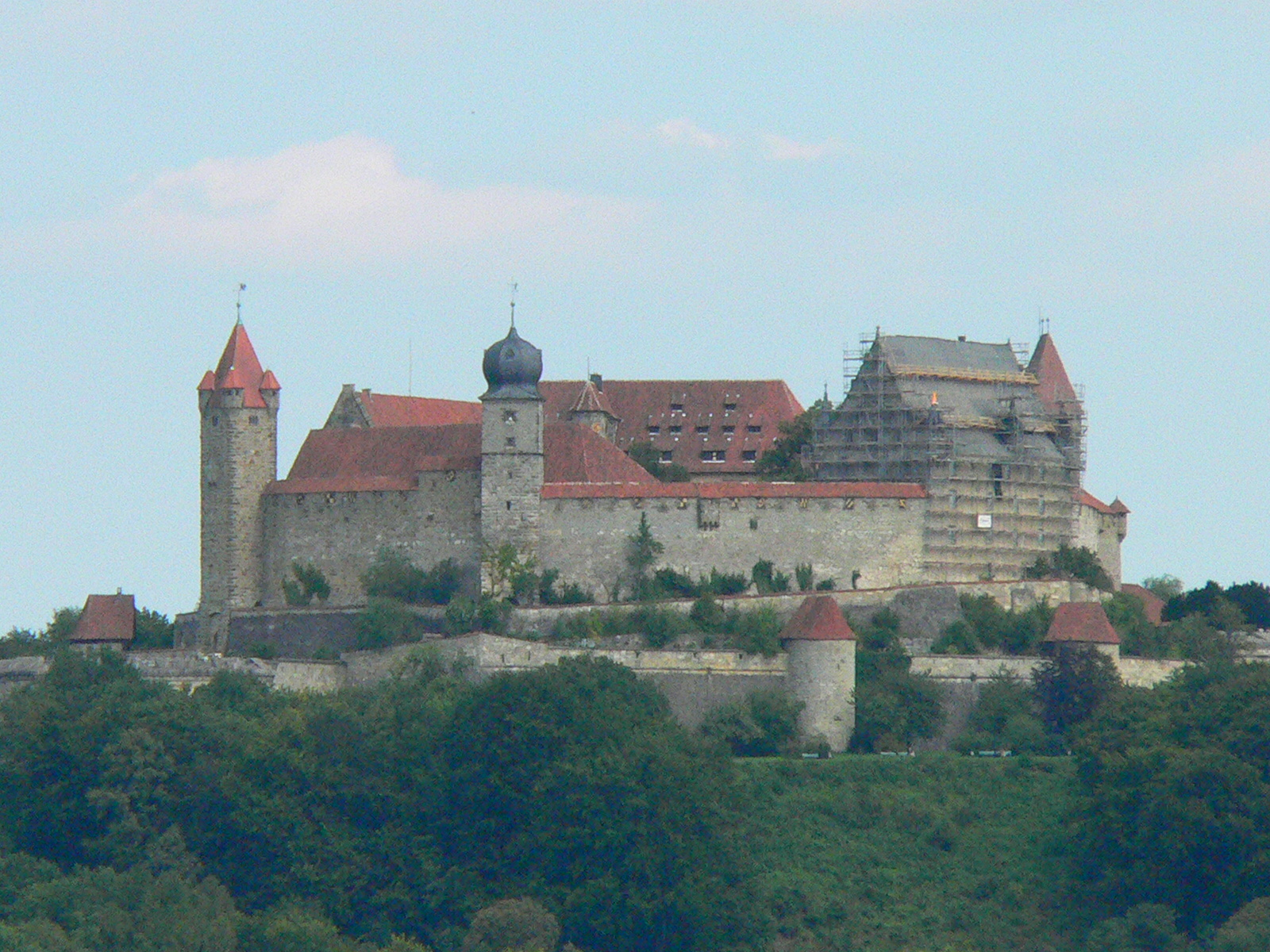
Zamek Veste
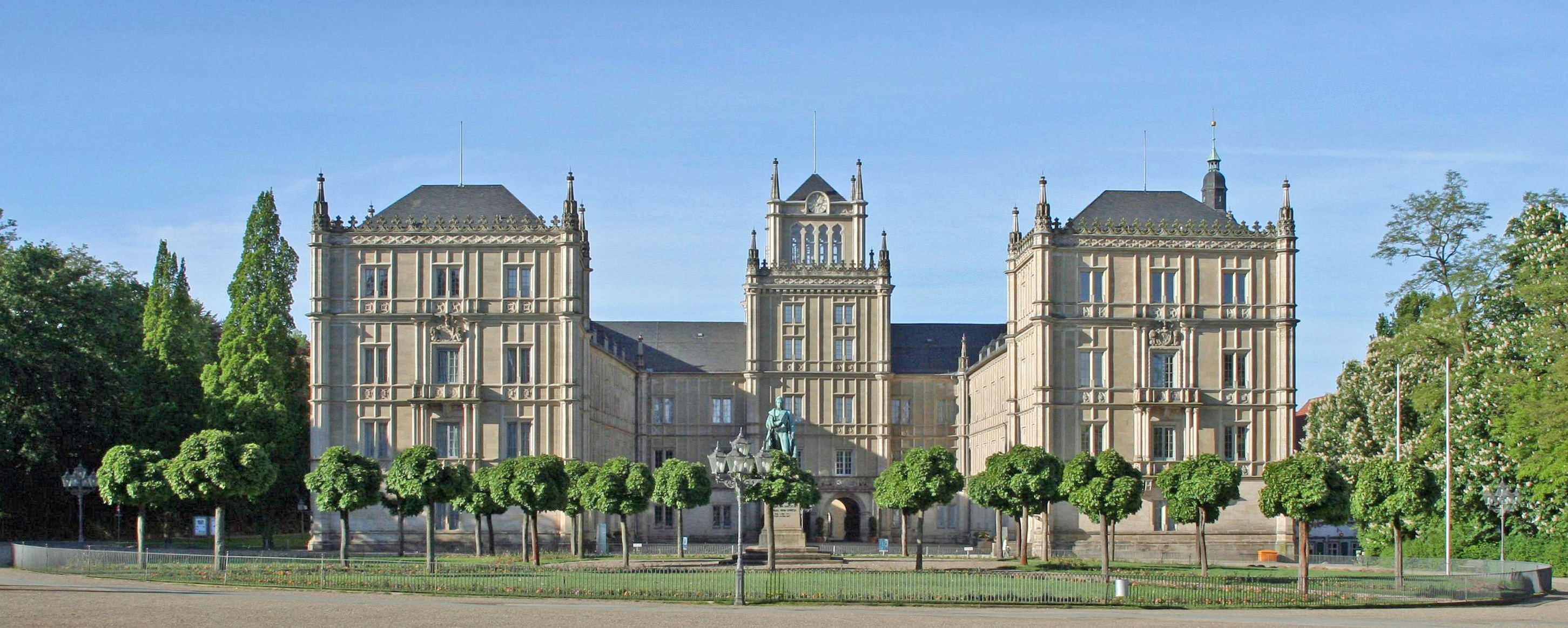
Pałac Ehrenburg
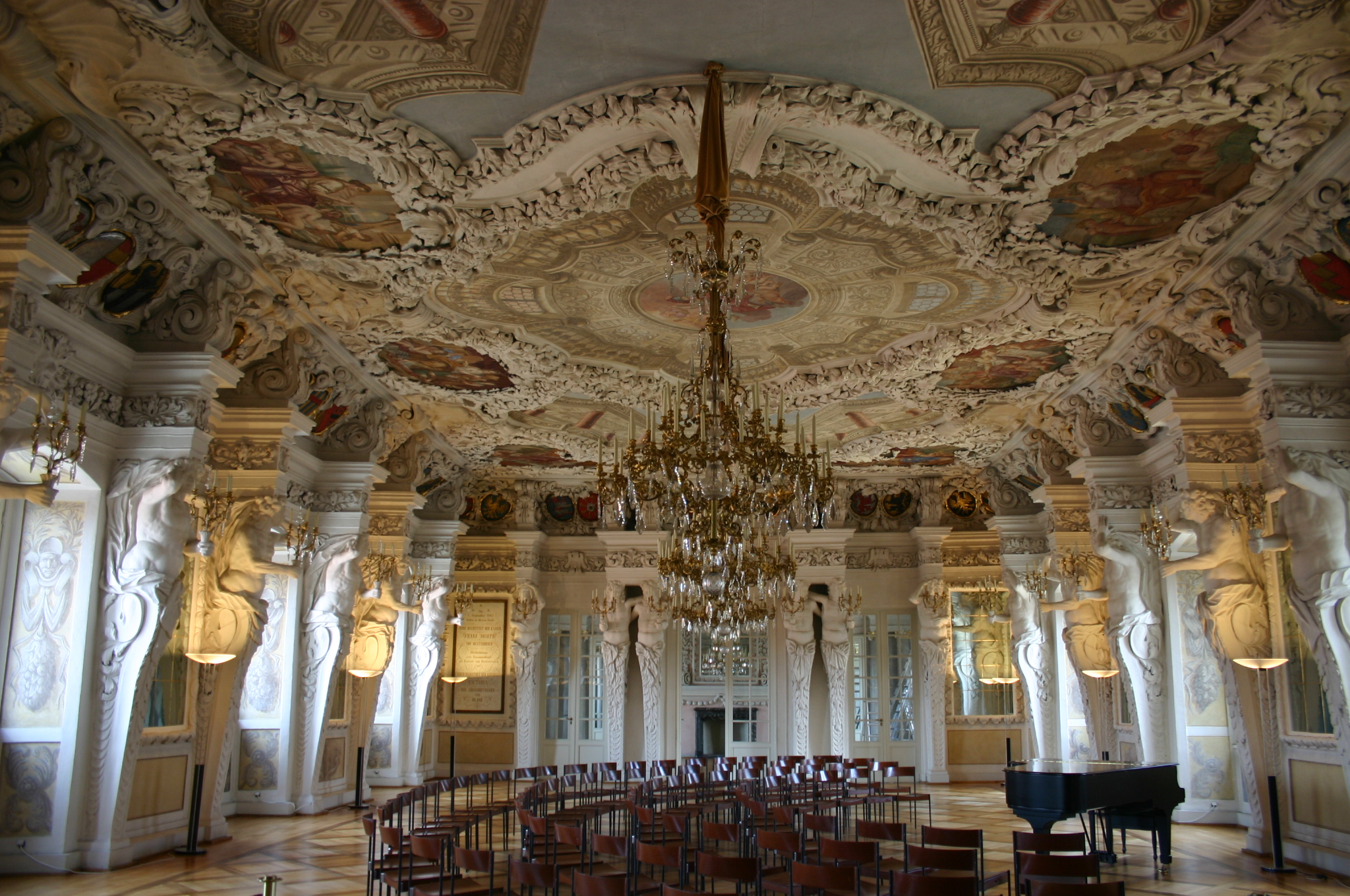
Pałac Ehrenburg, wnętrza
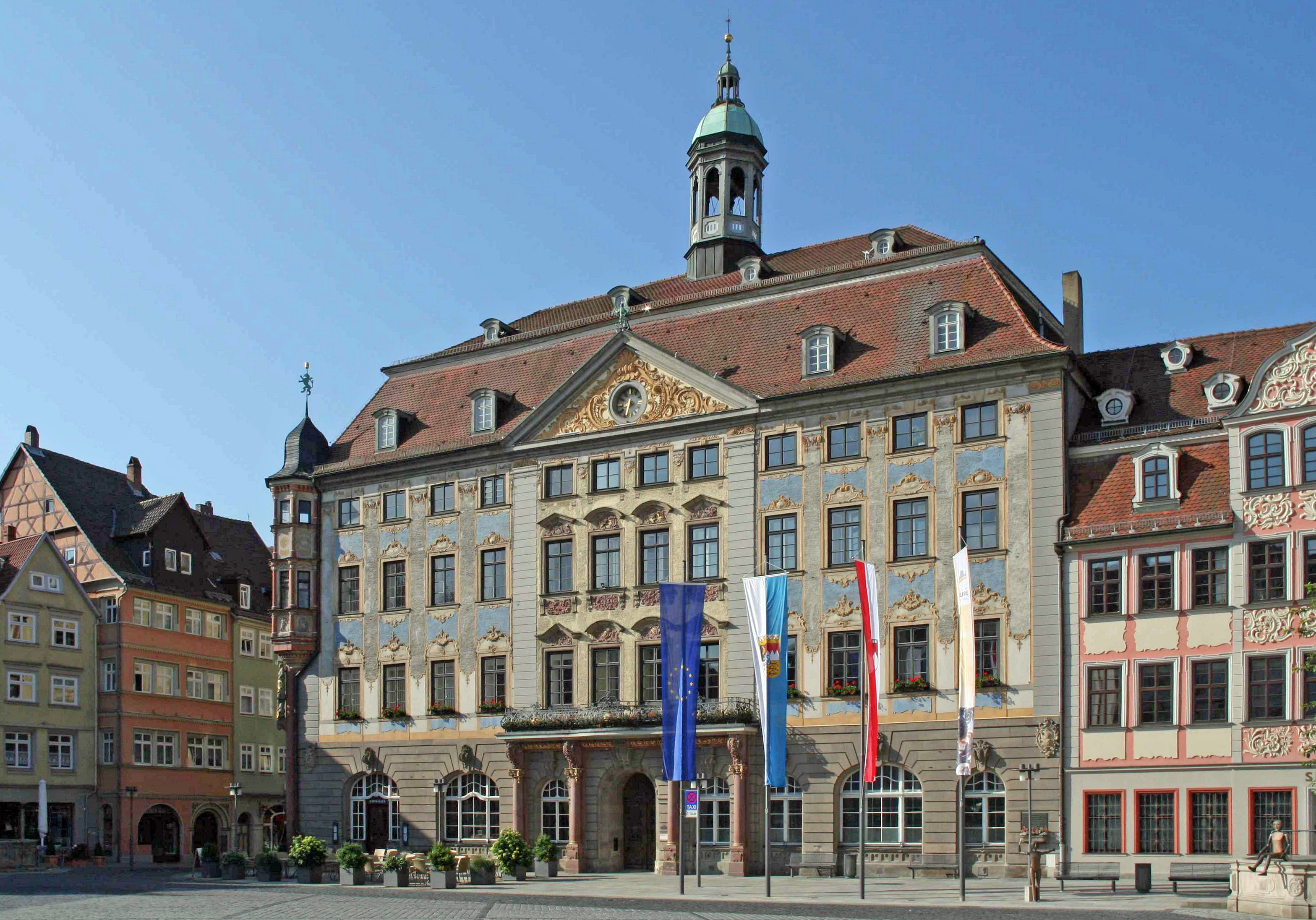
Ratusz
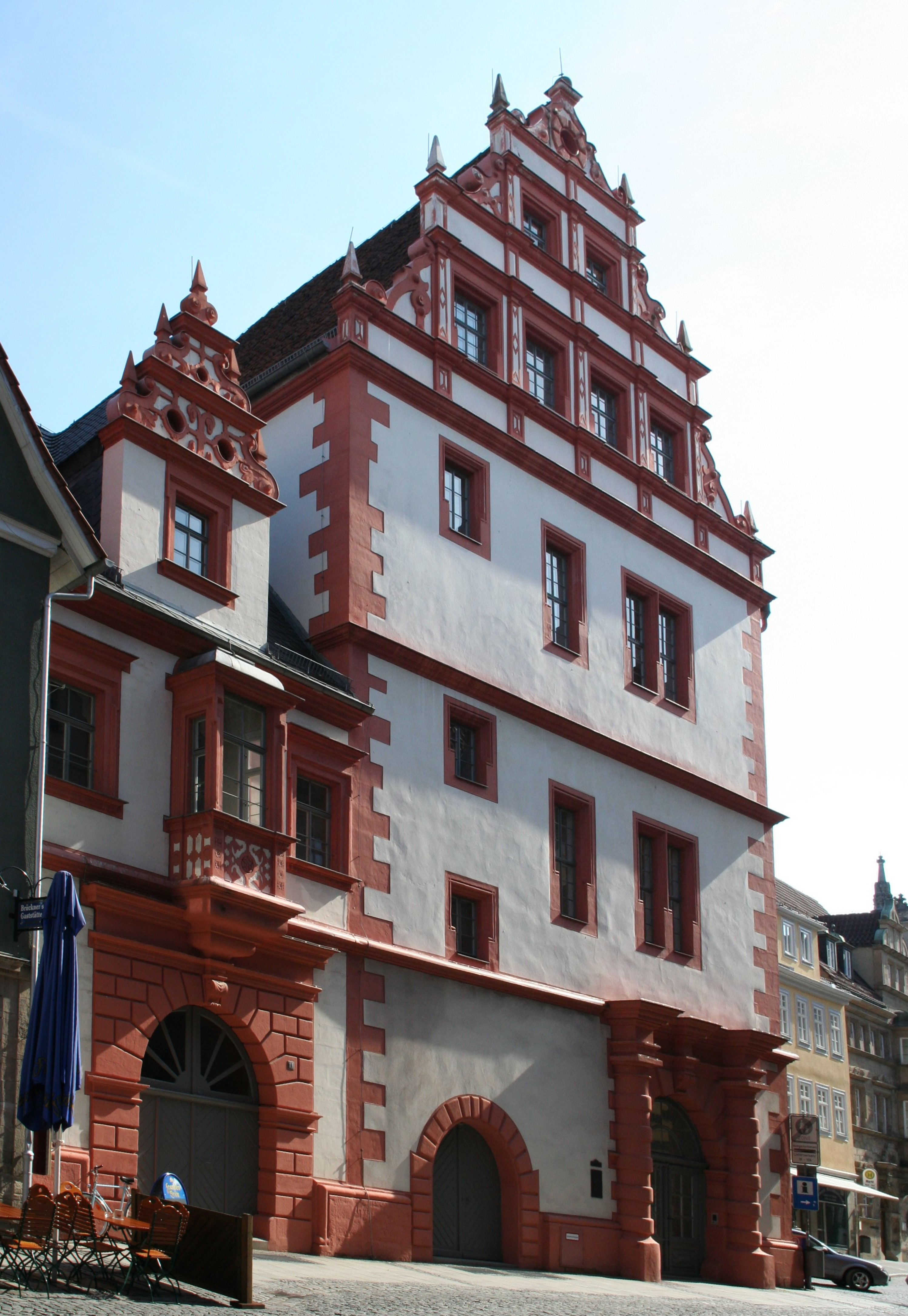
Zbrojownia
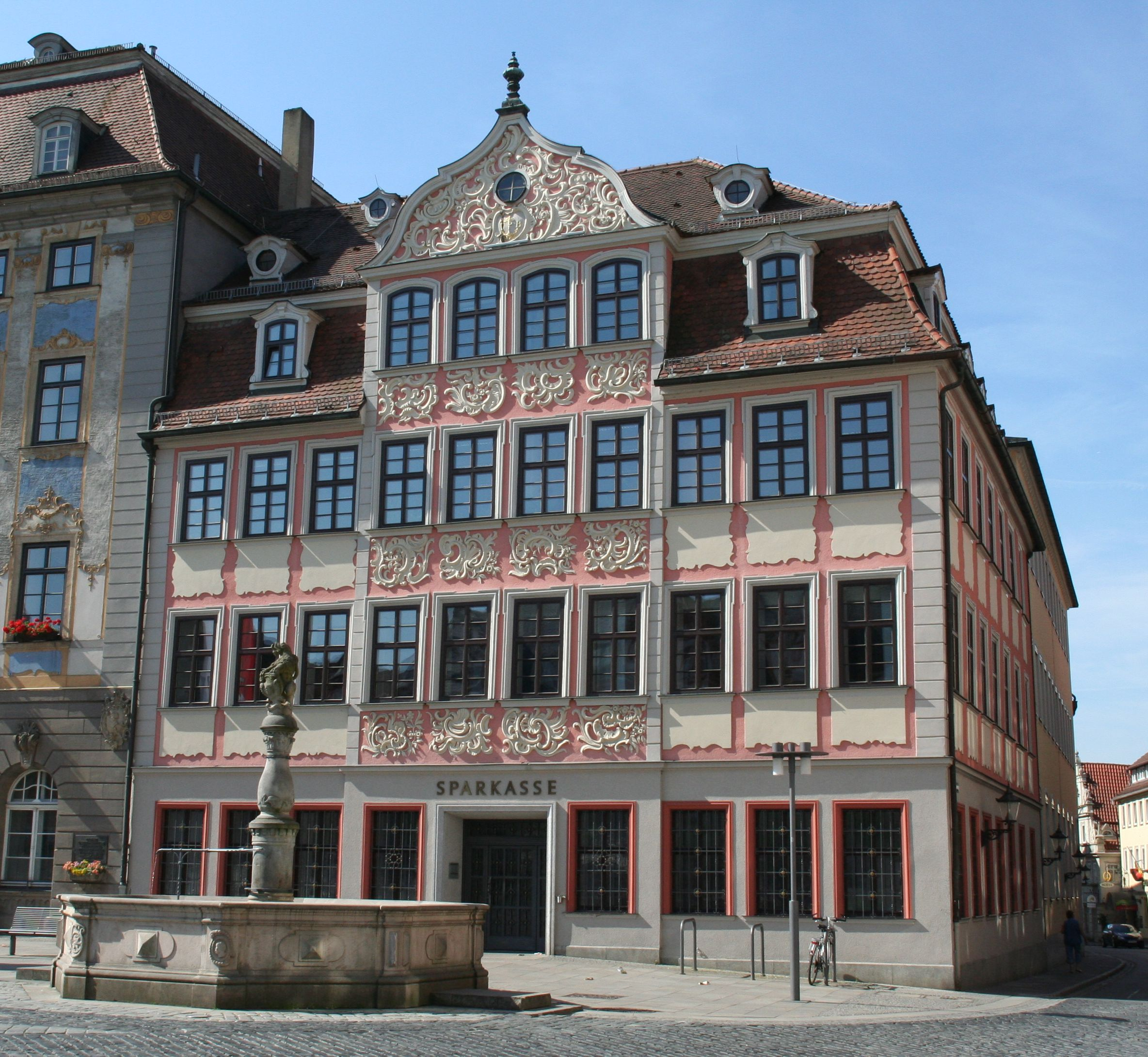
Zabytkowa kamienica
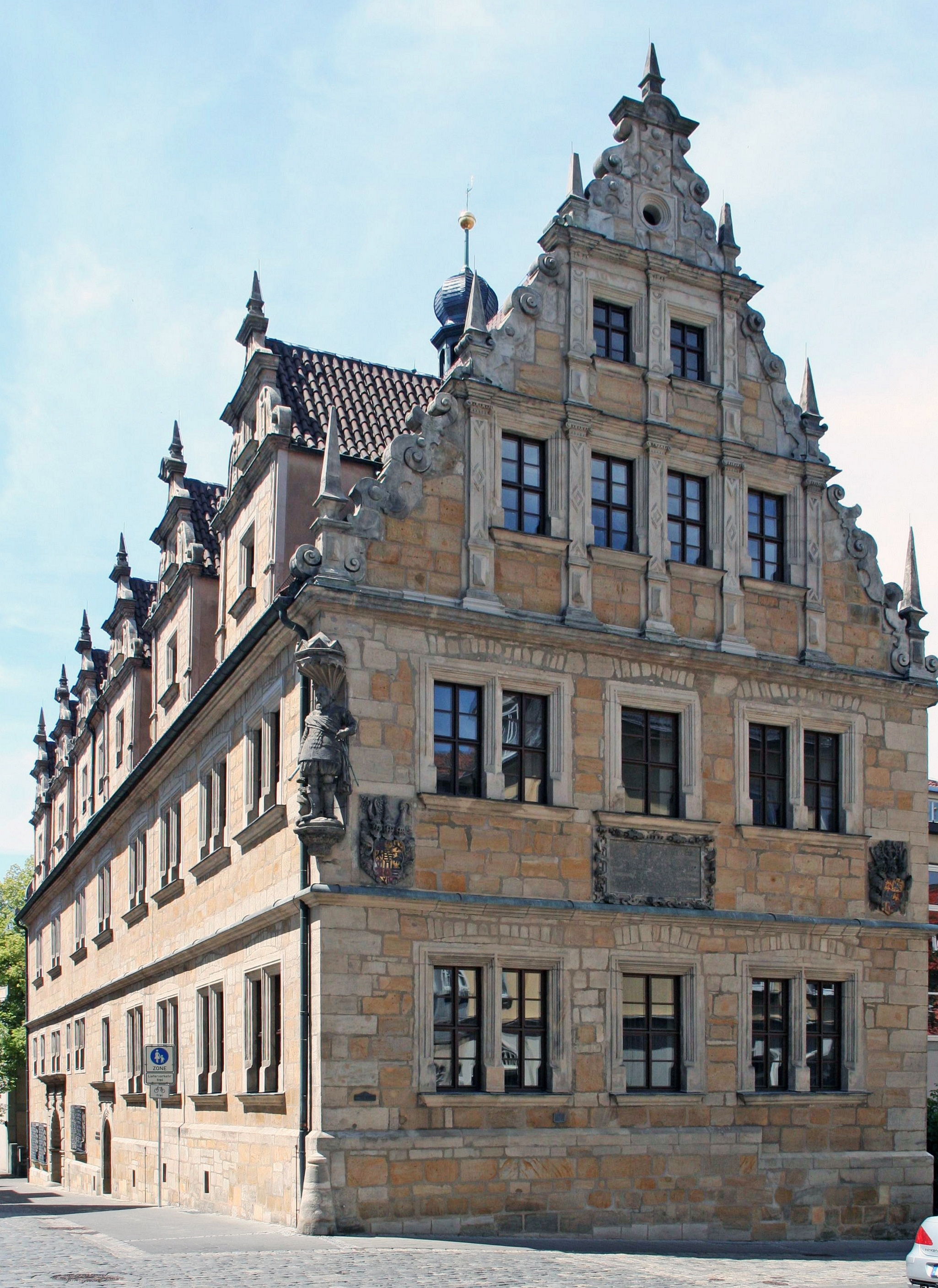
Casimirianum